# جوني كنجدوم
جوني كنجدوم (بالإنجليزية: Johnny Kingdom)‏‏ (23 فبراير 1939 - 6 سبتمبر 2018) هو صانع أفلام حياة برية ومُصور مُتخصص في منطقة إكسمور المحلية في شمال ديفون.
توفي في 6 سبتمبر 2018 بعد حادث حفارة على أرضه بالقرب من نوستون في شمال ديفون.